# Municipio de Platte (condado de Buchanan)
El municipio de Platte (en inglés: Platte Township) es un municipio ubicado en el condado de Buchanan en el estado estadounidense de Misuri. En el año 2010 tenía una población de 502 habitantes y una densidad poblacional de 6,3 personas por km².

## Geografía
El municipio de Platte se encuentra ubicado en las coordenadas 39°34′34″N 94°38′50″O / 39.57611, -94.64722. Según la Oficina del Censo de los Estados Unidos, el municipio tiene una superficie total de 79.74 km², de la cual 79,11 km² corresponden a tierra firme y (0,8 %) 0,63 km² es agua.

## Demografía
Según el censo de 2010, había 502 personas residiendo en el municipio de Platte. La densidad de población era de 6,3 hab./km². De los 502 habitantes, el municipio de Platte estaba compuesto por el 98,8 % blancos, el 0,2 % eran amerindios, el 0,2 % eran asiáticos, el 0,4 % eran de otras razas y el 0,4 % eran de una mezcla de razas. Del total de la población el 0,4 % eran hispanos o latinos de cualquier raza.